# 目國內岳
目國內岳（日语：／ Mekunnai-dake）是日本北海道一座橫跨岩内郡岩内町和磯谷郡蘭越町的休眠火山，位於新雪谷連峰西山系，是北海道百名山之一，同時也是新雪谷積丹小樽海岸國定公園的一部分。2014年，經日本國土地理院重新測定，設置三角點的地點海拔1202.3公尺，最高點海拔為1220公尺。

## 概要

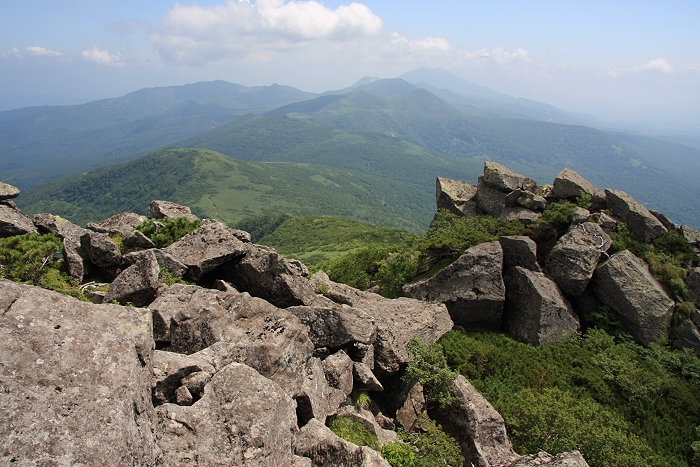
從目國內岳山頂俯瞰新雪谷連峰

目國內岳是一座在約200万年－50万年前（第四紀更新世）活動過的成层火山，在新雪谷連峰中屬於古期火山。西面有一條名為目国内川的河流，阿伊努語為mak-un-nay，意為「山後的溪澗」，目國內岳就因此而得名。其最高點在名為「四國内」的三等三角點東南。

### 河流湖泊
目國內岳與雷電山的鞍部發源有目國內川。南麓發源有白井川等多條小型溪流匯入尻別川，北麓則發源有二級水系野束川，這些河流均最終注入日本海。目國內岳擁有多個微小型湖沼，大部分分佈在南麓的小型臺地上。

### 登山路線
因目國內岳緊鄰雷電山、岩内岳、前目国内岳等山峰，且海拔起伏變化不大，登山者多採用「前目國內岳－目國內岳－雷電山」路線或「前目國內岳－目國內岳－岩內岳」路線進行攀登。上山从登山口到山顶正常人約花费2小時10分，從目國內岳到岩內岳約花費1小時20分。因惡劣天氣下多霧且道路濕滑，加之山頂巨石散亂，地勢極為陡峭，具有一定的危險性。

### 溫泉
目國內岳中腹有溫泉湧出，因處於蘭越町新見地區而得名新雪谷新見溫泉，有兩棟溫泉旅館。

## 交通
沿北海道道66號岩内洞爺線、北海道道268號岩內蘭越線即可到達位於新雪谷新見溫泉附近的新見峠登山口。

## 鄰近山峰
- 雷電山（1211.7公尺）
- 幌別岳（1174公尺）
- 前目国内岳（980.8公尺）
- 岩内岳（1085.7公尺）
- 棲舍努普利（1134.2公尺）